# Guggisberg
Pour les articles homonymes, voir Guggisberg (homonymie).
Guggisberg est une commune suisse du canton de Berne, située dans l'arrondissement administratif de Berne-Mittelland.

## Guggisberglied
Une chanson folklorique du XVIIIe siècle se déroule à Guggisberg. 

Elle a été popularisée par Stephan Eicher en 1989 sur son disque My Place avec un arrangement par Moondog. La mélodie et les paroles sont parfois arrangés.